# Wrong Turn 3: Left for Dead
Wrong Turn 3: Left for Dead is een film uit 2009 geregisseerd door Declan O'Brien. Het is het vervolg op Wrong Turn (2003) en Wrong Turn 2: Dead End.

## Verhaal
Student Alex (Janet Montgomery) gaat met haar vrienden raften. Ze besluiten te gaan overnachten in het bos waar ze raften. Dit is echter geen goed idee. Al gauw worden haar vrienden vermoord door de uit inteelt voortgekomen kannibaal Three Finger. Op datzelfde ogenblik regelen superioren van een gevangenis de overplaatsing van enkele gevaarlijke gevangenen. Omdat de kans op uitbraak van die gevangenen groot is, besluiten ze met de gevangenenbus via een bosweg te rijden. Ze worden hier echter van de weg gedrukt door Three Finger. De bus raakt van de weg. Het busongeval wordt door iedereen overleefd, maar niet lang daarna, wordt ook deze groep uitgedund. Nate Wilsen (Tom Frederic) is een agent die voor rechter studeert. Hij heeft echter de pech verdwaald te raken met deze gevangen in het bos met een kannibaal. Ze komen onderweg Alex tegen, die door Nate geholpen wordt. Samen proberen ze te ontsnappen aan de meedogenloze Three Finger.
In deze film komen, net als in Wrong Turn en Wrong Turn 2, spectaculaire doodscènes voor. In deze film is een extra dimensie toegevoegd door de onderlinge concurrentie van de gevangenen, omwille het gevonden geld en de status van de gevangene.

## Rolverdeling
| Acteur              | Personage             |
| ------------------- | --------------------- |
| Tom Frederic        | Nate Wilson           |
| Janet Montgomery    | Alex                  |
| Tamer Hassan        | Chavez                |
| Gil Kolirin         | Floyd Weathers        |
| Tom McKay           | Brandon               |
| Christian Contreras | Willy                 |
| Chucky Venice       | Walter                |
| Emma Clifford       | Hulpsheriff Ally Lane |
| Bill Moody          | Sheriff Carver        |
| Louise Cliffe       | Sophie                |
| Borislav Iliev      | Three Finger          |
| Borislav Petrov     | Three Toes            |